# Vienne (departamento)
Vienne é um departamento da França localizado na região Nova Aquitânia. Sua capital é a cidade de Poitiers.